# 쓰리 사이즈
쓰리 사이즈(일본어: スリーサイズ, 영어: three size)는 일본에서 가슴(bust), 허리(waist), 엉덩이(hip)의 사이즈를 가리키는 재플리시이다.

## 같이 보기
- 가슴
- 허리
- 엉덩이